# Reguły Bradis-Kryłowa
Reguły Bradis-Kryłowa – ogólne zasady stosowane w metrologii i geodezji określające zasady zaokrąglania liczb oraz działań na liczbach przybliżonych.
Wyniki pomiarów i obliczeń wyrażone liczbami przybliżonymi powinny być tak obliczane i zapisywane aby charakteryzowały rząd wielkości liczby i jej dokładność. Na przykład, jeżeli obliczono długość odcinka:
- z błędem nie przekraczającym 1 m prawidłowym zapisem jest 1614 m
- z błędem nie przekraczającym 0,1 m prawidłowym zapisem jest 1613,8 m
- z błędem nie przekraczającym 0,01 m prawidłowym zapisem jest 1613,83 m

Cyfry znaczące i zera występujące na końcu liczby powinny mieć znaczenie dwojakie – wskazywać rząd wielkości liczby oraz jej dokładność.

## Działania na liczbach przybliżonych
- Przy dodawaniu lub odejmowaniu liczb wynik końcowy powinien mieć tyle cyfr po przecinku, ile ma liczba o najmniejszej dokładności, np.:

12,6 + 7,83 = 20,4
128,54 – 45,7 = 82,8
- Przy mnożeniu lub dzieleniu liczb wynik końcowy powinien mieć tyle cyfr znaczących, ile ma liczba o najmniejszej liczbie cyfr znaczących, np.:

24,43 x 17,357 = 424,0
0,0054 : 7 = 0,0008.
- Przy podnoszeniu liczby do potęgi (głównie przy podnoszeniu do kwadratu lub sześcianu) wynik końcowy powinien mieć tyle cyfr znaczących, ile ma liczba potęgowana, np.:

26,833 = 19310.
- Przy wyciąganiu pierwiastka z liczby (głównie pierwiastka drugiego lub trzeciego stopnia) wynik końcowy powinien mieć tyle cyfr znaczących, ile ma liczba pierwiastkowana, np.:

√39,34 = 6,272.
- Liczby będące wynikami pośrednimi zapisujemy, uwzględniając dodatkowo kolejną cyfrę, pomimo powyższych reguł. W końcowym rozwiązaniu dodatkową cyfrę opuszczamy lub zapisujemy mniejszą czcionką.
- Jeżeli niektóre dane zawierają więcej znaków dziesiętnych lub liczb znaczących niż pozostałe dane w działaniach (dodawanie, odejmowanie, mnożenie, dzielenie, potęgowanie, pierwiastkowanie), wówczas zaokrąglamy je zachowując o jedną cyfrę więcej niż wynika z pierwszych czterech reguł.
- Jeżeli chcemy uzyskać wynik końcowy o k cyfrach, to do obliczeń należy brać dane z taką liczbą cyfr, które zgodnie z powyższymi regułami w końcowym rozwiązaniu dadzą  k+1 cyfr.